# Parsons Green (Metropolitano de Londres)
Parsons Green é uma estação do Metrô de Londres acima do solo no ramal Wimbledon da linha District, inaugurada em 1880. Fica entre as estações Fulham Broadway e Putney Bridge e fica na Zona 2. Existem entradas em Parsons Green Lane e em Beaconsfield Walk. A estação fica a uma curta distância ao norte da própria Parsons Green. Anteriormente era um depósito de operador de trens, até que as funções foram transferidas para Earl's Court.

## História
Projetada por Clemence sob a supervisão de John Wolfe-Barry, a estação foi inaugurada em 1 de março de 1880, quando a Metropolitan District Railway (agora a linha District) estendeu sua linha para o sul de West Brompton até Putney Bridge.

### Planos anteriores
Parsons Green foi uma parada proposta na Linha Chelsea-Hackney, conhecida agora como Crossrail 2. Teria complementado ou substituído o serviço da linha District existente em grande parte do ramal de Wimbledon.
Ao norte da estação, a linha teria se ramificado em uma nova seção com túnel que poderia levá-la à estação Victoria, por meio de uma nova estação na Kings Road, estação Chelsea. O Crossrail 2 será construído de acordo com os padrões da National Rail e irá para Wimbledon via Clapham Junction. A rota foi salvaguardada em 1991 e novamente em 2007.

### Bombardeio
Em 15 de setembro de 2017, por volta das 8h20 am BST, uma explosão inspirada no ISIL em um vagão de trem na estação feriu 30 pessoas. Nenhuma morte foi relatada. A explosão foi tratada pela Polícia Metropolitana como um incidente terrorista.
O agressor, Ahmed Hassan, foi julgado por tentativa de homicídio em março de 2018. Ele foi condenado e sentenciado à prisão perpétua e deve cumprir um mínimo de 34 anos. Em 6 de abril de 2019, foi anunciado que o tenente-coronel Craig Palmer, um passageiro do trem afetado, havia recebido a Comenda da Rainha por Bravura por sua participação em ajudar a levar o homem-bomba a julgamento e condenação.

## Estacionamentos
Parsons Green é um ponto terminal intermediário para ambos os serviços de linha District. Abaixo estão os sete estacionamentos explicados:
- Dois estacionamentos a leste da estação:
  - Um deles só é acessível a partir da linha leste e pode acomodar dois trens D Stock ou dois trens S Stock
  - O segundo só é acessível a partir da linha oeste e pode acomodar um trem D Stock ou S Stock
- Cinco estacionamentos a oeste da estação:
  - Dois estacionamentos a oeste da plataforma leste. Eles são acessíveis a partir da plataforma oeste e acomodam um trem D Stock ou S Stock
  - Dois estacionamentos a oeste do sentido oeste, também acessíveis a partir da plataforma oeste.
  - Há um desvio logo atrás da plataforma no sentido oeste, que só poderia acomodar um trem C Stock. Como os trens C Stock não estão mais em uso no sistema, este desvio está fora de serviço.

## Galeria

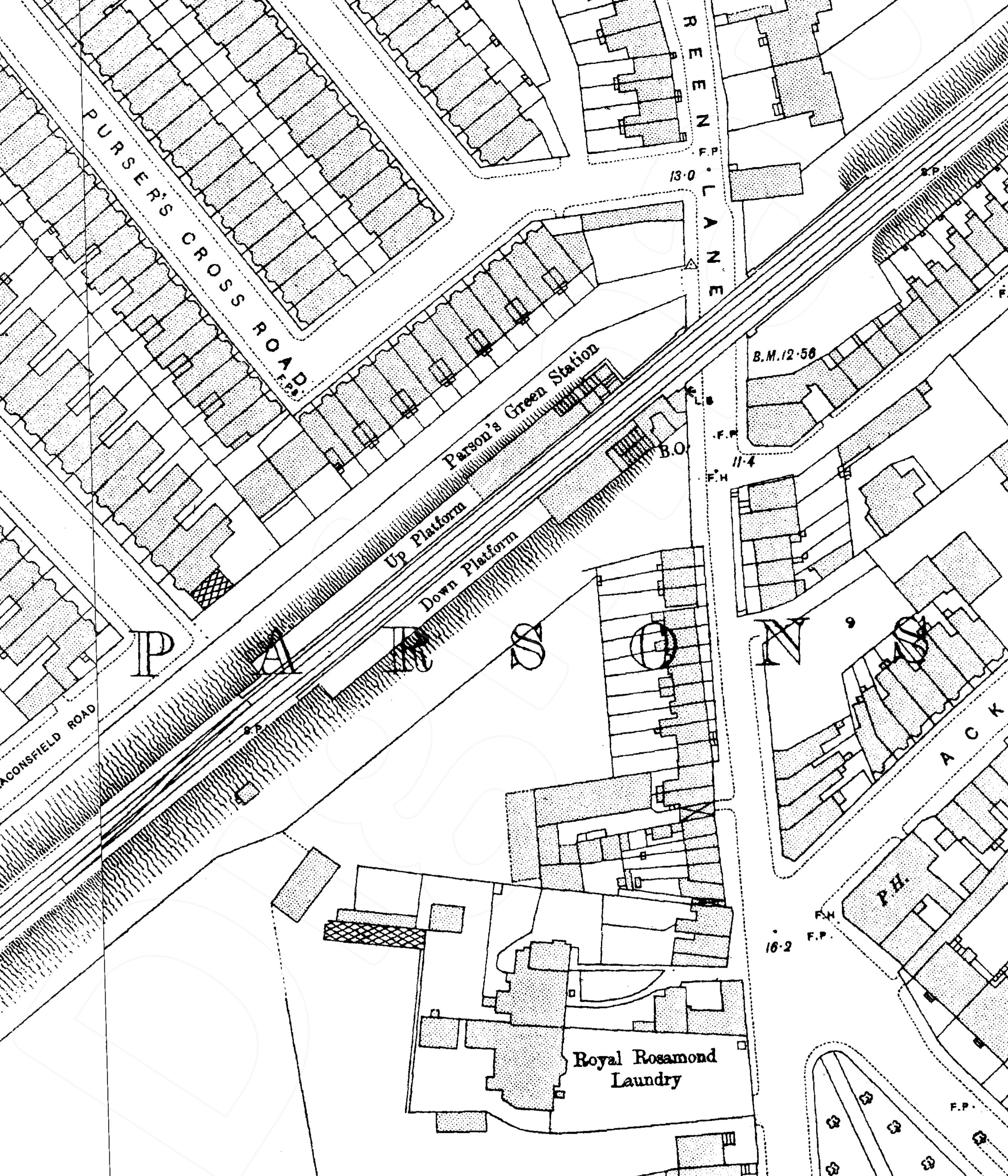
A estação em um mapa do Ordnance Survey de 1890, pouco depois de sua inauguração
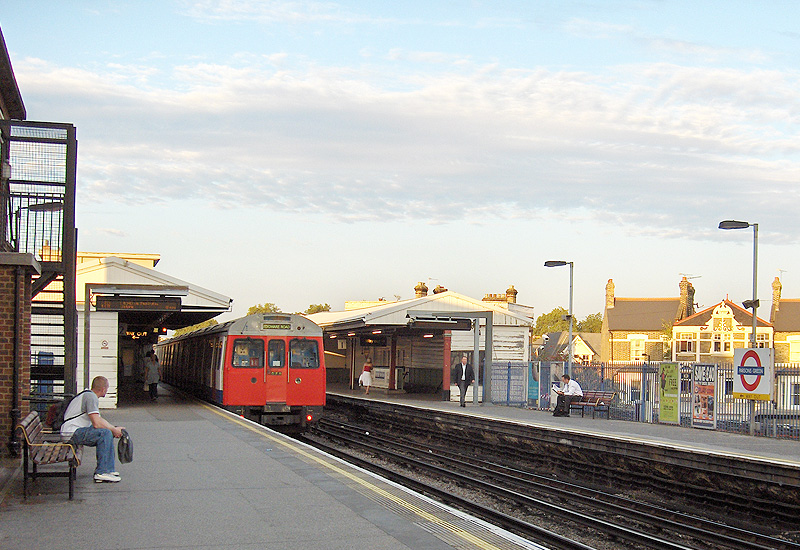
Plataformas de Parsons Green voltadas para o norte
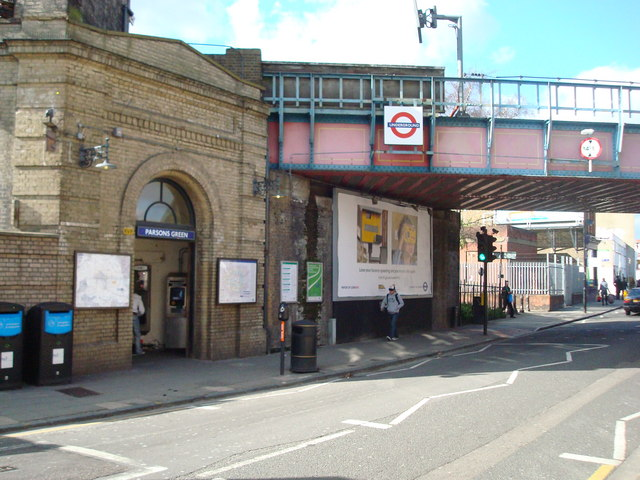
Entrada da estação pela Parsons Green Lane
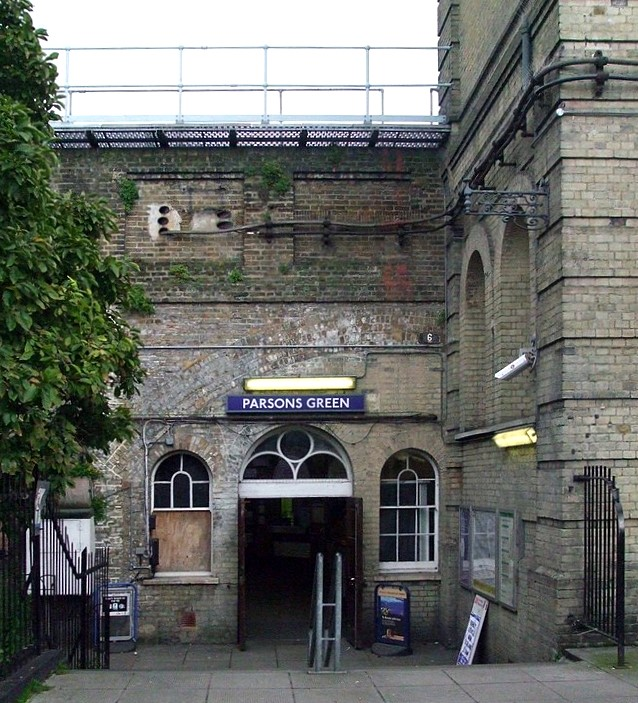
Entrada lateral norte de Beaconsfield Walk
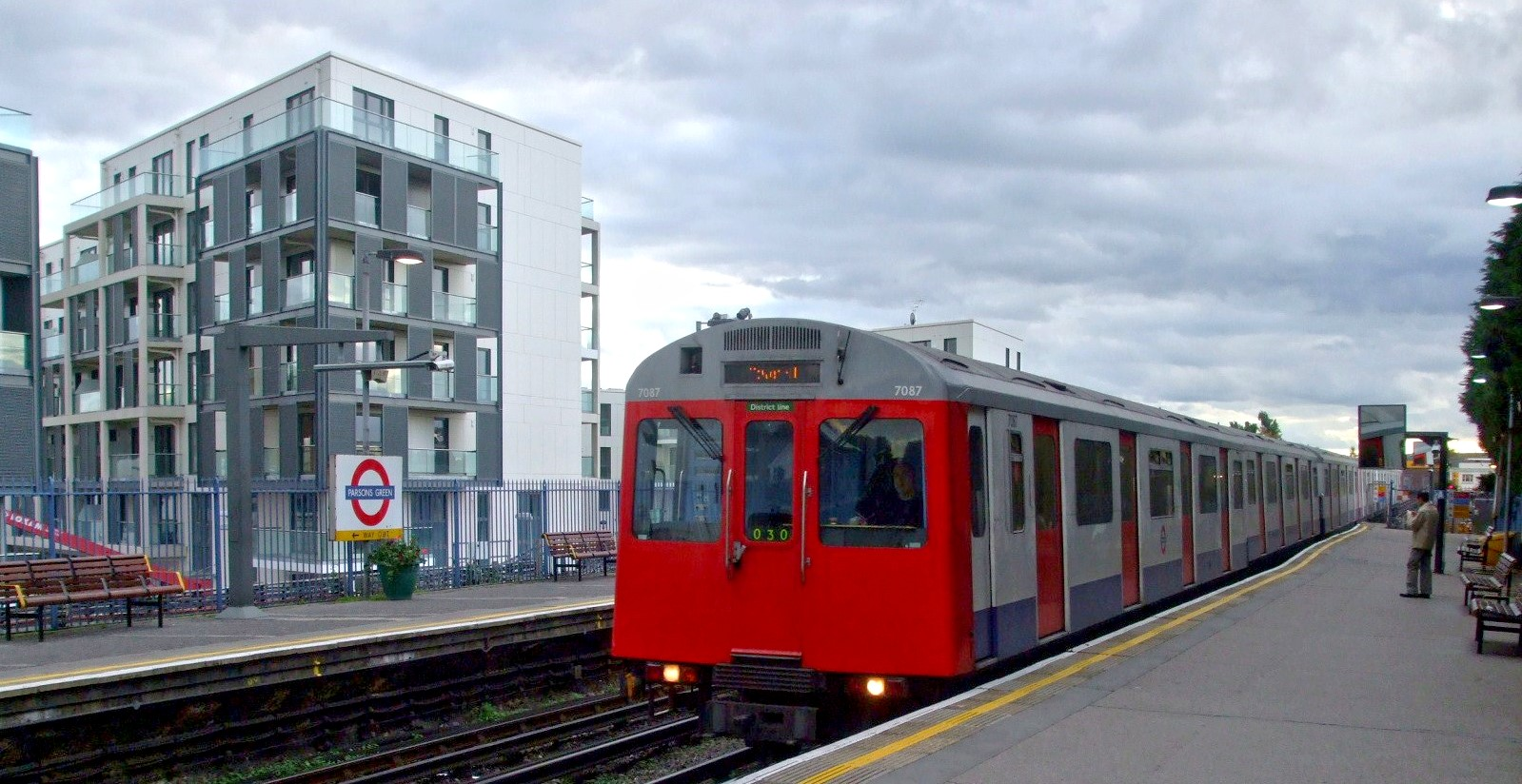
Trem D Stock em Parsons Green